# 黄口鹑螺
黄口鹑螺（学名：Tonna luteostoma），是异足目鹑螺科鹑螺属的一种。主要分布于韩国、中国大陆、台湾，常栖息在潮下带。